# 機能性飲料
機能性飲料（きのうせいいんりょう）とは、健康の保持・増進に役立つとされている成分を含む清涼飲料水。

## 概要
機能性飲料の法的な定義はなく、一般的に上記の条件のものと保健機能食品の飲料が機能性飲料と総称されている。
保健機能食品（特定保健用食品〔略称 トクホ〕・栄養機能食品）として認められた商品については、一定の条件下で効能が明記されている。

## 分類
- 一般食品
  - 清涼飲料水 - 特定の効能があるとされている成分を含む[注 2]。
    - スポーツドリンク - 塩化ナトリウム・塩化マグネシウム等でイオン濃度を調節して水分吸収の促進を図り、糖類でエネルギーの補給を期待する商品。
      - ゲータレード
      - ポカリスエット
      - アクエリアス
      - DAKARA - 水分補給だけを目的としたスポーツドリンク。

    - 炭酸飲料
      - マッチ(MATCH)

    - アミノ酸飲料 - 筋肉の維持・筋肉の疲労に有効とされている分岐鎖アミノ酸（BCAA）のうち、必須アミノ酸のバリン・ロイシン・イソロイシンのいずれかを含む商品。
      - アミノ式
      - アミノサプリ
- 保健機能食品 - 健康食品のうち、医薬品・「いわゆる健康食品」以外のもの。
  - 特定保健用食品
    - 機能性茶飲料 - コレステロールの吸収を抑える働きがあるとされている茶カテキンを含む商品。一般の茶飲料は含まれない。
      - ヘルシア緑茶
      - ヘルシアウォーター
      - 黒烏龍茶

    - 大豆飲料 - コレステロールの排泄を促進する働きがあるとされているリン脂質結合大豆ペプチドを含むもの。
      - パワーエイド

    - 虫歯の原因となるミュータンス菌等の増殖を抑える働きがあるとされるポリフェノールを含む商品。
      - レモン効果

## 歴史
- 1988年 - ファイブミニ（大塚製薬）発売。
- 1990年代 - 鉄骨飲料（サントリー）・PF21（アサヒビール）・オリゴCC（カルピス食品工業）などが相次ぎ発売されいずれもヒット、機能性飲料ブームが訪れる。
- 1993年頃 - 機能性飲料ブームの沈静化で、ほとんどの小容量（120～160ml）瓶入り清涼飲料が姿を消す。
- 2002年 - アミノサプリ（キリンビバレッジ）発売。
- 2003年 - アミノ式（サントリー）発売。